# Graphemkette
In der Linguistik ist eine Graphemkette eine beliebig definierte Aneinanderreihung von einem oder mehreren Symbolen (Graphemen, Glyphen). Meist sind die Symbole Buchstaben, Satz- und Sonderzeichen eines Sprachraumes.
Beispiele:
- „Der Baum steht in Blüte.“ (Graphemkette als Satz)
- „dys“ (Graphemkette als Vorsilbe)
- „Scheunentor“ (Graphemkette als Wort)

Der Begriff Graphemkette findet viele Übereinstimmungen mit Begriff der Informatik Zeichenkette.